# Zygomyia taranakiensis
Zygomyia taranakiensis är en tvåvingeart som beskrevs av Zaitzev 2002. Zygomyia taranakiensis ingår i släktet Zygomyia och familjen svampmyggor. Inga underarter finns listade i Catalogue of Life.